# Володимир Івасюк (монета)
«Володи́мир Івасю́к» — ювілейна монета номіналом 2 гривні, випущена Національним банком України. Присвячена Володимиру Михайловичу Івасюку — композиторові, поету, естрадному співакові, одному з основоположників вітчизняної поп-музики. Володимир Івасюк упродовж 1980 — 90-х років став символом українського відродження, твори якого здобули широке визнання не лише в Україні, а й за її межами.
Монету введено в обіг 29 вересня 2009 року. Вона належить до серії «Видатні особистості України».

## Опис та характеристики монети
| Номінал грн. | Метал      | Маса, грам | Діаметр, мм. | Якість виготовлення       | Гурт     | Тираж, штук |
| ------------ | ---------- | ---------- | ------------ | ------------------------- | -------- | ----------- |
| 2            | нейзильбер | 12,8       | 31           | спеціальний анциркулейтед | рифлений | 35 000      |

### Аверс
На аверсі монети розміщено: малий Державний Герб України, під яким напис — «НАЦІОНАЛЬНИЙ/ БАНК/ УКРАЇНИ» (угорі), композицію — стилізована квітка червоної рути на тлі орнаментальної смуги (ліворуч), музичні електроінструменти (праворуч), унизу номінал та рік карбування монети — «2/ГРИВНІ/2009».

### Реверс
На реверсі монети зображено портрет Володимира Івасюка серед листя калини на тлі стилізованої грамплатівки та розміщено написи: півколом «ВОЛОДИМИР ІВАСЮК», роки життя «1949—1979».

## Автори

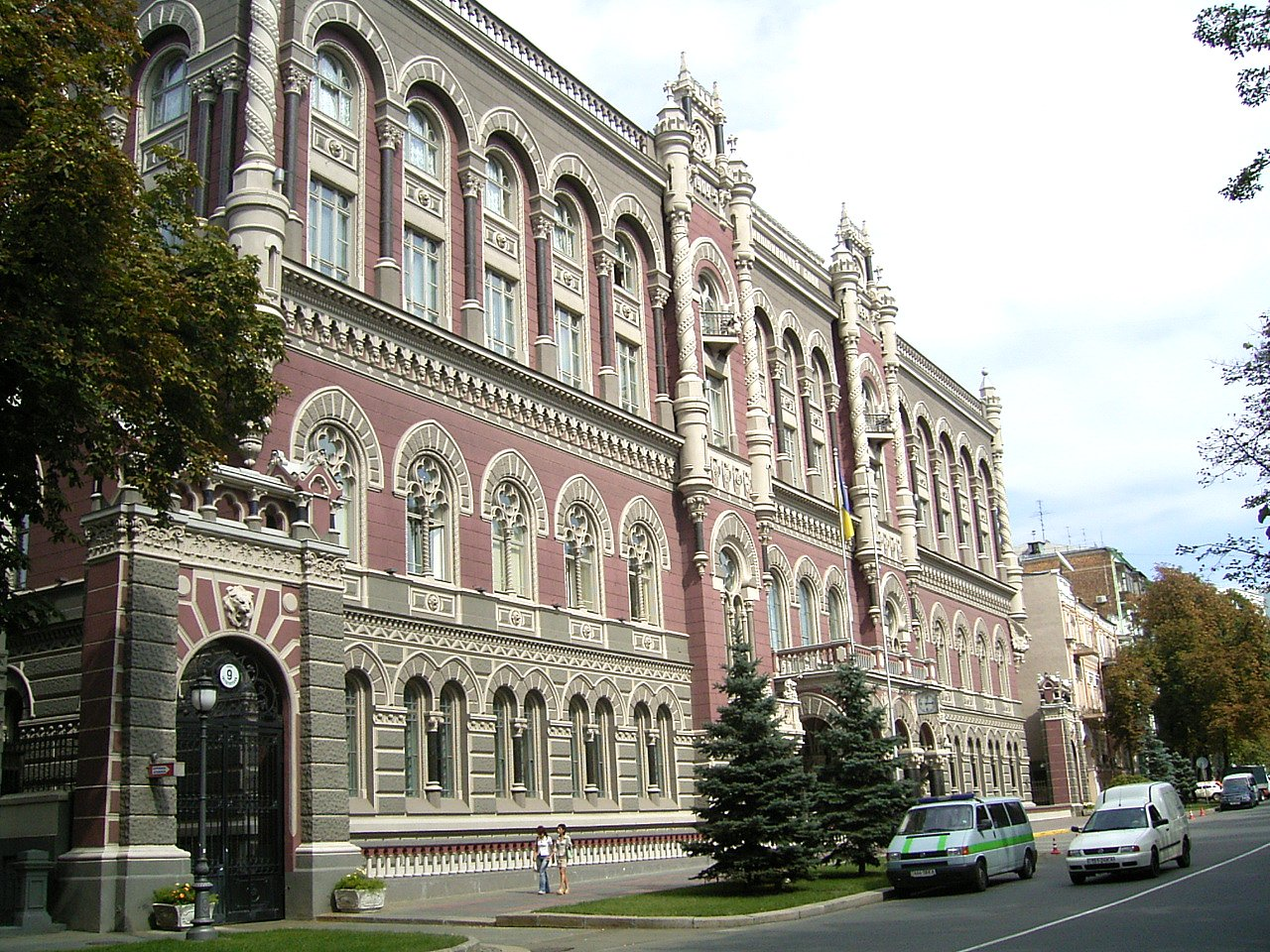
Будівля Національного банку України

Художник та скульптор — Атаманчук Володимир.

## Вартість монети
Ціна монети — 15 гривень, була зазначена на сайті Національного банку України 2011 року.
Фактична приблизна вартість монети з роками змінювалася так:
| Рік        | 2010 | 2011 | 2012 | 2013 | 2014 | 2015 | 2016 | 2017 | 2018 | 2019 | 2020 | 2021 | 2022 | 2023 | 2024 | 2025 |
| ---------- | ---- | ---- | ---- | ---- | ---- | ---- | ---- | ---- | ---- | ---- | ---- | ---- | ---- | ---- | ---- | ---- |
| Ціна, грн. | 17   | 20   | 30   | 30   | 25   | 30   | 45   | 50   | 65   | 70   | 70   | 70   | 80   | 155  | 200  | 240  |